# 日本基督教団大阪住吉教会
日本基督教団大阪住吉教会（にほんキリストきょうだんおおさかすみよしきょうかい）は、大阪府大阪市住吉区に所在するキリスト教の教会。教派はプロテスタント (日本基督教団) 。国の登録有形文化財に登録されている。

## 歴史・概要
南海本線と阪堺電気軌道阪堺線に挟まれた一画に位置する。1905年 (明治38年) 11月、アメリカ人宣教師であるA.D.ヘールの日本語教師をしていた平尾重太郎によって当初は「住吉聖書講義所」として開設され、1919年 (大正8年)に教会堂を設立した。切妻造、下見板張、木造2階建、建築面積180平方メートル。1931年 (昭和6年)、上げ下げ窓の礼拝堂及び牧師館の前面に寄棟造、モルタル塗の2階建を増設し、正面右寄りに塔を配置。かつては玄関脇に丸窓があったが、現在は閉塞されている。2005年 (平成17年) 11月10日、登録有形文化財となった。

## 現地情報

### 所在地
大阪府大阪市住吉区東粉浜2-21-3

### 交通アクセス
- 南海本線粉浜駅より徒歩2分
- 阪堺電気軌道阪堺線東粉浜停留場より徒歩2分